# Clussais-la-Pommeraie
Clussais-la-Pommeraie är en kommun i departementet Deux-Sèvres i regionen Nouvelle-Aquitaine i västra Frankrike. Kommunen ligger i kantonen Sauzé-Vaussais som tillhör arrondissementet Niort. År 2022 hade Clussais-la-Pommeraie 571 invånare.

## Befolkningsutveckling
Antalet invånare i kommunen Clussais-la-Pommeraie
| Referens: INSEE |